# Zwemmen op de Olympische Zomerspelen 2020 – 4×100 meter vrije slag mannen
De 4x100 meter vrije slag mannen op de Olympische Zomerspelen 2020 vond plaats op 25 juli (series) en 26 juli 2021 (finale). Na afloop van de series kwalificeerden de acht snelste ploegen zich voor de finale. Regerend olympisch kampioen was de Verenigde Staten.

## Records
Voorafgaand aan het toernooi waren dit het wereldrecord en het kampioenschapsrecord
| Wereldrecord     | Verenigde Staten Michael Phelps Garrett Weber-Gale Cullen Jones Jason Lezak | 3.08,24 | Peking | 11 augustus 2008 |
| Olympisch record | Verenigde Staten Michael Phelps Garrett Weber-Gale Cullen Jones Jason Lezak | 3.08,24 | Peking | 11 augustus 2008 |

## Uitslagen

### Series
| Rang | Serie | Baan | Namen            | Land | Tijd    | Bijz. |
| ---- | ----- | ---- | ---------------- | --- | ------- | ----- |
| 1    | 1     | 5    | Italië           | Alessandro Miressi (47,46) Santo Condorelli (47,90) Lorenzo Zazzeri (47,29) Manuel Frigo (47,64)         | 3.10,29 | Q     |
| 2    | 2     | 4    | Verenigde Staten | Brooks Curry (48,84) Blake Pieroni (47,71) Bowen Becker (47,59) Zach Apple (47,19)                       | 3.11,33 | Q     |
| 3    | 2     | 5    | Australië        | Cameron McEvoy (49,18) Zac Incerti (47,64) Alexander Graham (48,44) Kyle Chalmers (46,63)                | 3.11,89 | Q     |
| 4    | 1     | 6    | Frankrijk        | Clément Mignon (48,58) Maxime Grousset (47,41) Charles Rihoux (48,27) Mehdy Metella (48,09)              | 3.12,35 | Q     |
| 5    | 1     | 3    | Brazilië         | Breno Correia (48,67) Pedro Spajari (48,15) Gabriel Santos (48,43) Marcelo Chierighini (47,34)           | 3.12,59 | Q     |
| 6    | 2     | 6    | Hongarije        | Kristóf Milák (48,56) Szebasztián Szabó (48,44) Richárd Bohus (48,27) Nándor Németh (47,46)              | 3.12,73 | Q     |
| 7    | 2     | 2    | Canada           | Brent Hayden (48,51) Joshua Liendo (47,67) Ruslan Gaziev (49,04) Yuri Kisil (47,78)                      | 3.13,00 | Q     |
| 8    | 1     | 4    | Russische ploeg  | Vladislav Grinev (48,39) Andrej Minakov (47,48) Vladimir Morozov (48,13) Aleksandr Sjtsjegolev (49,13)   | 3.13,13 | Q     |
| 9    | 2     | 3    | Groot-Brittannië | Matthew Richards (48,23) James Guy (48,03) Joe Litchfield (49,41) Jacob Whittle (47,50)                  | 3.13,17 |       |
| 10   | 1     | 7    | Servië           | Velimir Stjepanović (48,74) Andrej Barna (47,50) Uroš Nikolić (48,94) Nikola Aćin (48m53)                | 3.13,71 |       |
| 11   | 1     | 8    | Polen            | Karol Ostrowski (48,67) Kacper Majchrzak (49,02) Konrad Czerniak (48,51) Jakub Kraska (47,68)            | 3.13,88 |       |
| 12   | 2     | 1    | Nederland        | Nyls Korstanje (49,15) Stan Pijnenburg (47,35) Thom de Boer (49,39) Jesse Puts (48,18)                   | 3.14,07 |       |
| 13   | 1     | 1    | Japan            | Katsumi Nakamura (48,56) Shinri Shioura (48,63) Akira Namba (48,66) Kaiya Seki (48,59)                   | 3.14,44 |       |
| 14   | 2     | 7    | Zwitserland      | Roman Mityukov (48,46) Nils Liess (49,17) Noè Ponti (48,62) Antonio Djakovic (48,40)                     | 3.14,65 |       |
| 15   | 1     | 2    | Griekenland      | Andreas Vazaios (48,65) Kristian Gkolomeev (47,95) Odysseus Meladinis (49,69) Apostolos Christou (49,00) | 3.15,29 |       |
| 16   | 2     | 8    | Duitsland        | Damian Wierling (48,96) Marius Kusch (48,71) Christoph Fildebrandt (48,72) Jan Eric Friese (48,95)       | 3.15,34 |       |

### Finale
| Rang   | Baan | Namen                                                                                               | Land             | Tijd    | Bijz. |
| ------ | ---- | --------------------------------------------------------------------------------------------------- | ---------------- | ------- | ----- |
| Goud   | 5    | Caeleb Dressel (47,26) Blake Pieroni (47,58) Bowen Becker (47,44) Zach Apple (46,69)                | Verenigde Staten | 3.08,97 |       |
| Zilver | 4    | Alessandro Miressi (47,72) Thomas Ceccon (47,45) Lorenzo Zazzeri (47,31) Manuel Frigo (47,63)       | Italië           | 3.10,11 |       |
| Brons  | 3    | Matthew Temple (48,07) Zac Incerti (47,55) Alexander Graham (48,16) Kyle Chalmers (46,44)           | Australië        | 3.10,22 |       |
| 4      | 1    | Brent Hayden (47,99) Joshua Liendo (47,51) Yuri Kisil (47,15) Markus Thormeyer (48,17)              | Canada           | 3.10,82 |       |
| 5      | 7    | Kristóf Milák (48,24) Szebasztián Szabó (47,44) Richárd Bohus (47,81) Nándor Németh (47,57)         | Hongarije        | 3.11,06 |       |
| 6      | 6    | Maxime Grousset (47,52) Florent Manaudou (47,62) Clément Mignon (48,01) Mehdy Metella (47,94)       | Frankrijk        | 3.11,09 |       |
| 7      | 8    | Andrej Minakov (47,71) Vladislav Grinev (47,94) Vladimir Morozov (48,15) Kliment Kolesnikov (48,40) | Russische ploeg  | 3.12,20 |       |
| 8      | 2    | Breno Correia (48,69) Pedro Spajari (48,24) Gabriel Santos (48,76) Marcelo Chierighini (47,72)      | Brazilië         | 3.13,41 |       |